# Othello (Washington)
Othello es una ciudad ubicada en el condado de Adams en el estado estadounidense de Washington. En el año 2000 tenía una población de 5,847 habitantes y una densidad poblacional de 752.8 personas por km².

## Geografía
Othello se encuentra ubicada en las coordenadas 46°49′25″N 119°10′2″O / 46.82361, -119.16722.

## Demografía
Según la Oficina del Censo en 2000 los ingresos medios por hogar en la localidad eran de $30,291, y los ingresos medios por familia eran $31,282. Los hombres tenían unos ingresos medios de $28,423 frente a los $21,455 para las mujeres. La renta per cápita para la localidad era de $11,409. Alrededor del 24% de la población estaban por debajo del umbral de pobreza.